# Viaduc d'Austerlitz
Le viaduc d'Austerlitz est un pont ferroviaire qui franchit la Seine à Paris (France), réalisé par la Société de construction de Levallois-Perret ; il est emprunté par les rames de la ligne 5 du métro de Paris. Il est inscrit au titre des monuments historiques par arrêté du 12 juin 1986.

## Situation
Le viaduc d'Austerlitz relie la station Gare d'Austerlitz, située sous la halle de la gare d'Austerlitz, au viaduc du quai de la Rapée, ouvrage d'art en courbe de 75 m de rayon et rampe de 40 pour mille permettant au métro de rejoindre la station Quai de la Rapée.

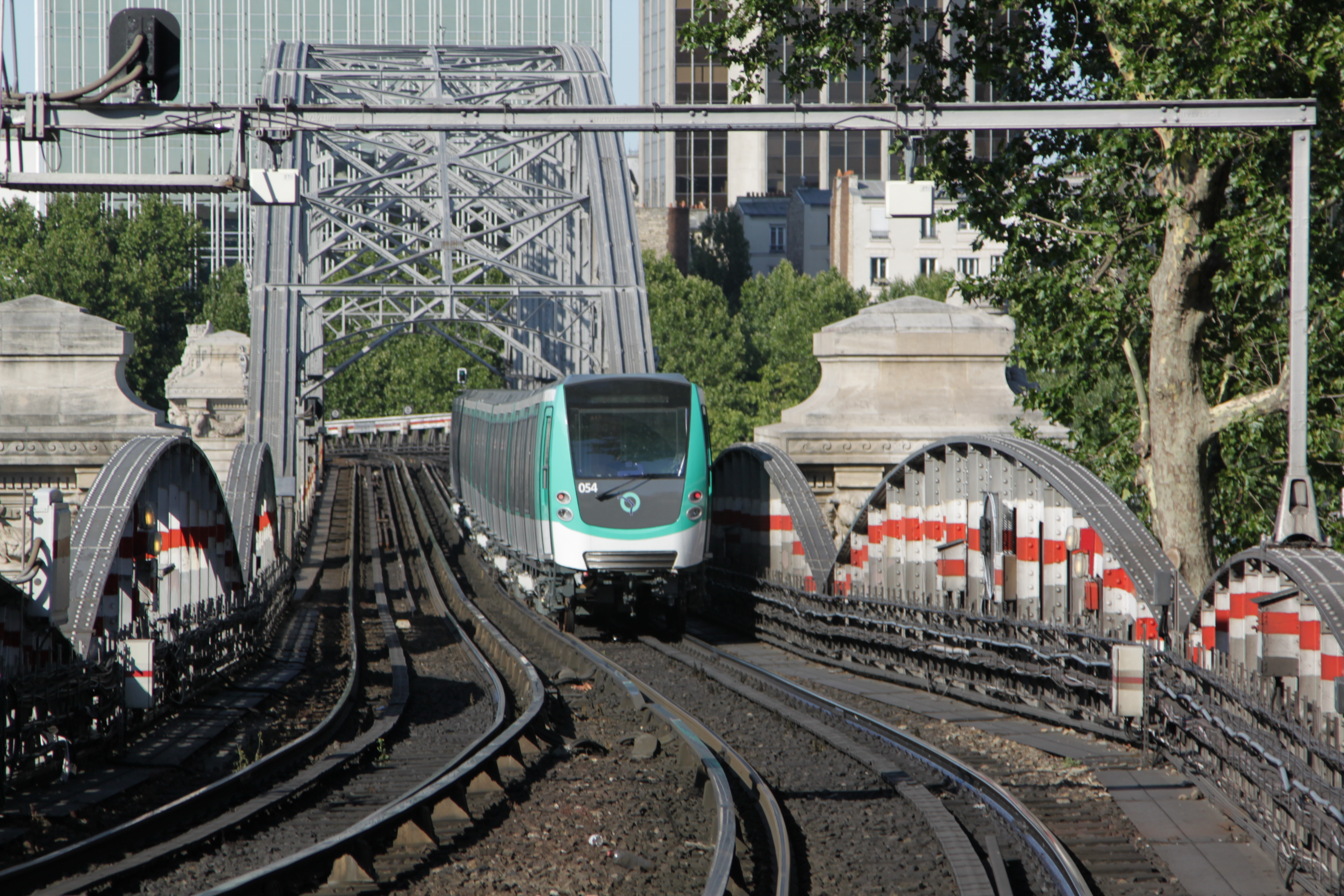
Viaduc d'Austerlitz vu de la station de métro Gare d'Austerlitz.
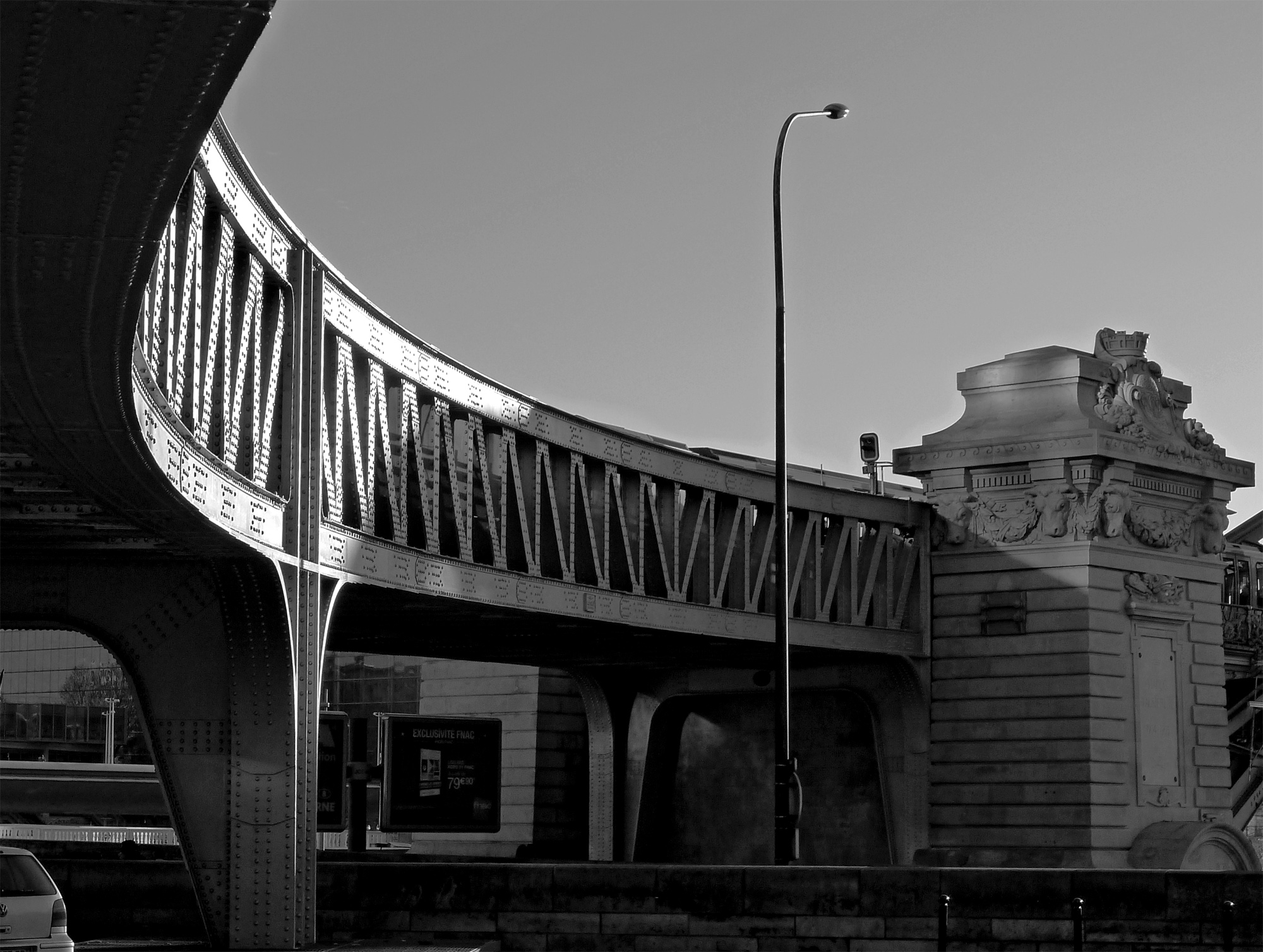
Viaduc du quai de la Rapée rejoignant le viaduc d'Austerlitz.

Ce site est desservi par les stations de métro Gare d'Austerlitz et Quai de la Rapée.

## Historique

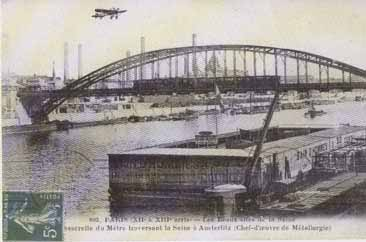
Le viaduc dans les années 1910.

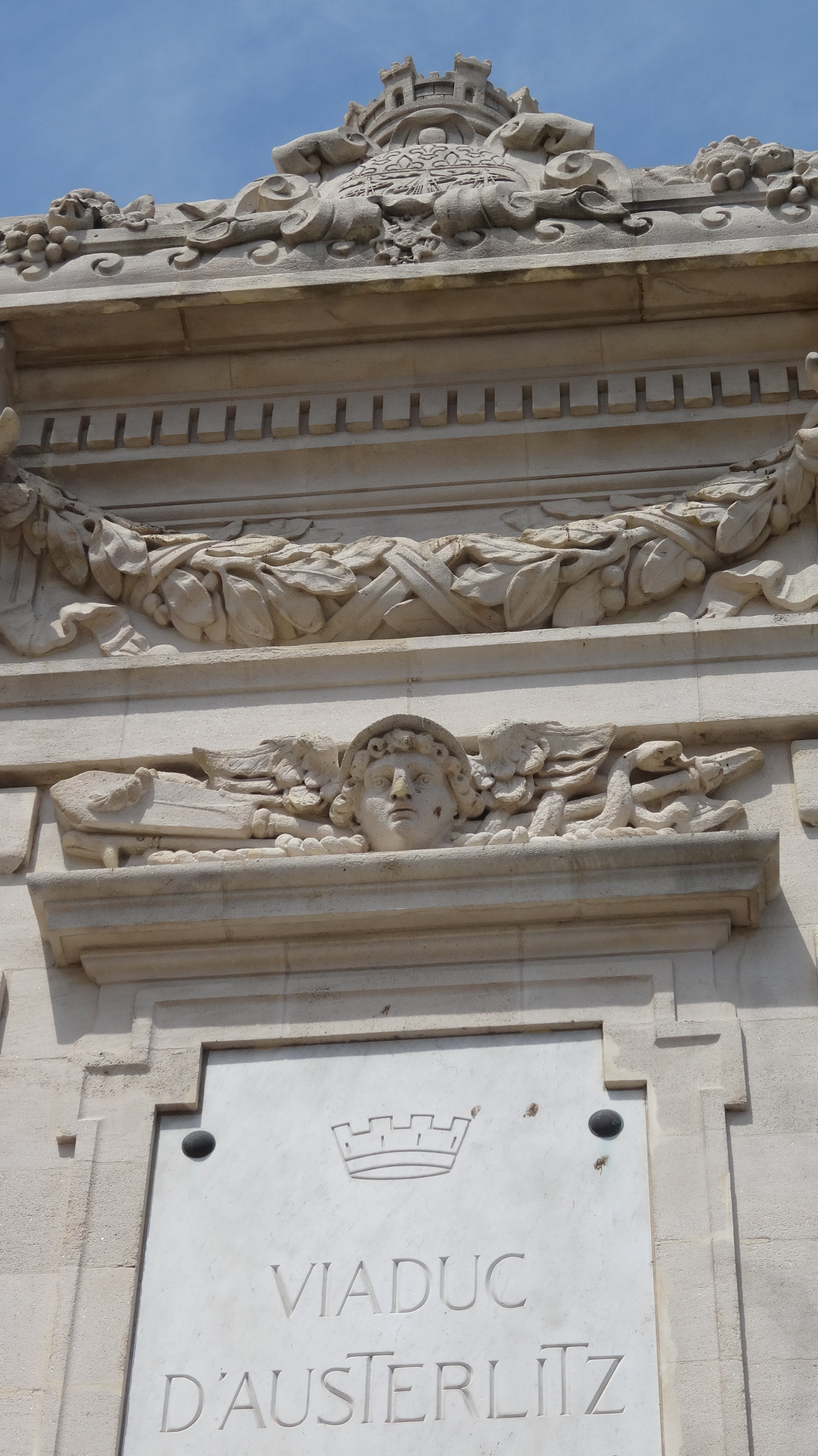
Pilier avec l'inscription « Viaduc d'Austerlitz ».

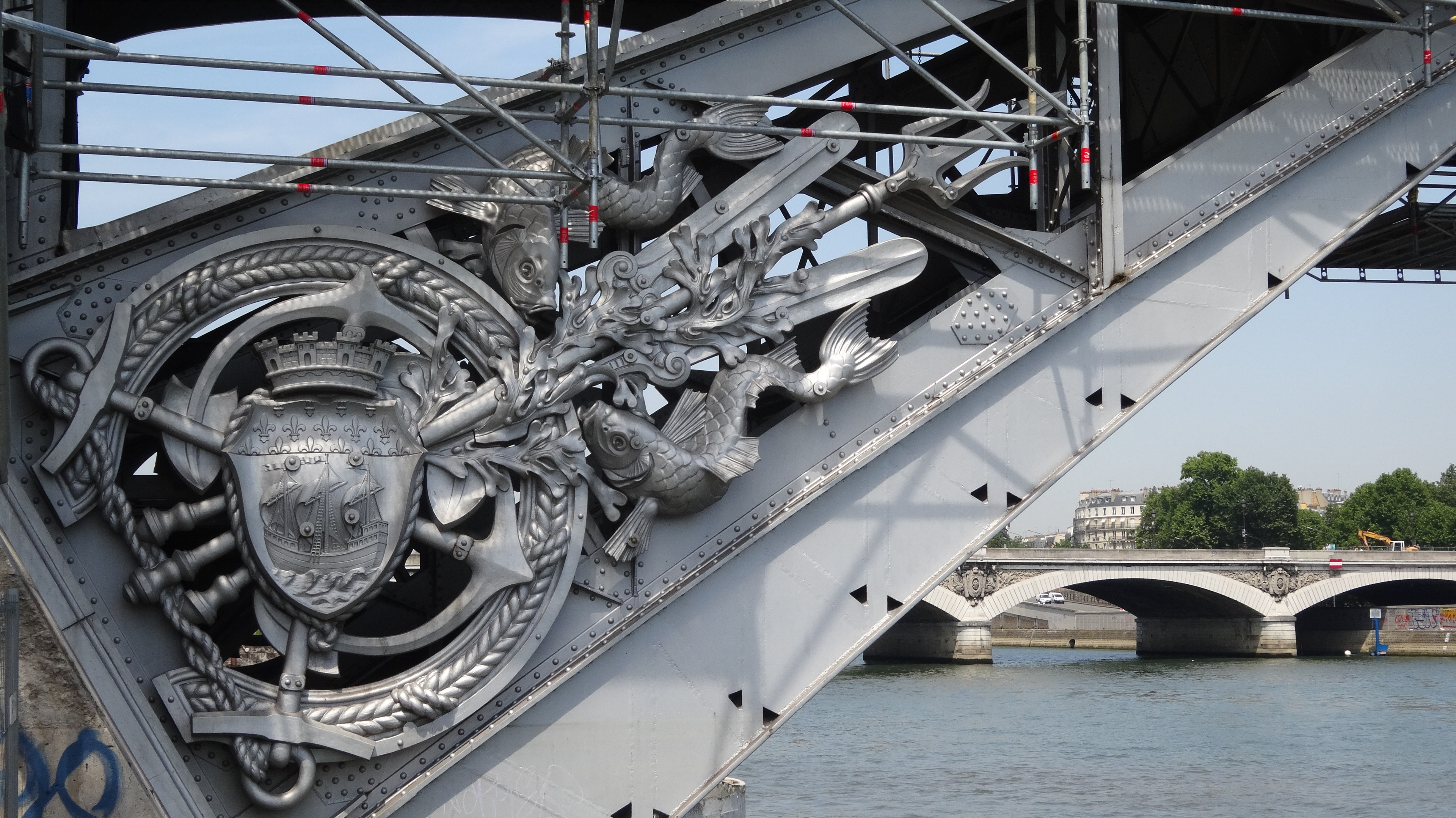
L'un des motifs décoratifs du viaduc d'Austerlitz.

À l'époque de la construction du métro de Paris, il est moins onéreux pour franchir la Seine de bâtir un pont plutôt que de passer sous le fleuve.
En 1903, un concours est lancé pour la construction du pont. Il est emporté par la Société de construction de Levallois-Perret.
Le passage du métro entre les deux stations devant s'effectuer par l'extérieur et le service de la navigation sur la Seine interdisant la présence de piliers en plein milieu de celle-ci pour ne pas gêner le trafic fluvial, le projet retenu pour réaliser le viaduc d'Austerlitz fut constitué par deux arcs paraboliques, reposant de part et d'autre du fleuve sur deux piliers de pierre, permettant au tablier de franchir le fleuve sans appui intermédiaire. Pour éviter le poids du ballast, les rails sont posés directement sur la structure du pont.
La construction s'effectue entre 1903 et 1904. L'ouvrage possède alors la plus grande portée des ponts parisiens avec 140 m devançant le pont Alexandre-III, bâti trois ans plus tôt (devancée depuis par le pont Charles-de-Gaulle).
La structure du viaduc fut renforcée par soudures en 1936 pour permettre le passage de métros plus lourds.
Le viaduc est illuminé chaque nuit depuis le 18 janvier 2000 durant les heures de circulation du métro, dans le cadre des célébrations des 100 ans du métro de Paris. La même année, le viaduc reçoit le prix du « Patrimoine moderne » dans le cadre du concours « Lumières et monuments ».
Durant les mois de juillet et août 2013, des travaux de rénovation et de consolidation de certains éléments du viaduc ont lieu, interrompant ainsi la circulation du métro de la ligne 5 entre les stations Bastille et Place d'Italie. Il reçoit alors une peinture anticorrosion. Il subit une inspection quinquennale en profondeur et fait l'objet de mesures en permanence.

## Décorations
La décoration du viaduc d'Austerlitz fut confiée à Jean Camille Formigé, également chargé de l'architecture des superstructures du métro de Paris. Il la composa de divers symboles marins (poissons, rames, ancres, tridents). Les armes de Paris sont également présentes en bas des arcs.

## Caractéristiques

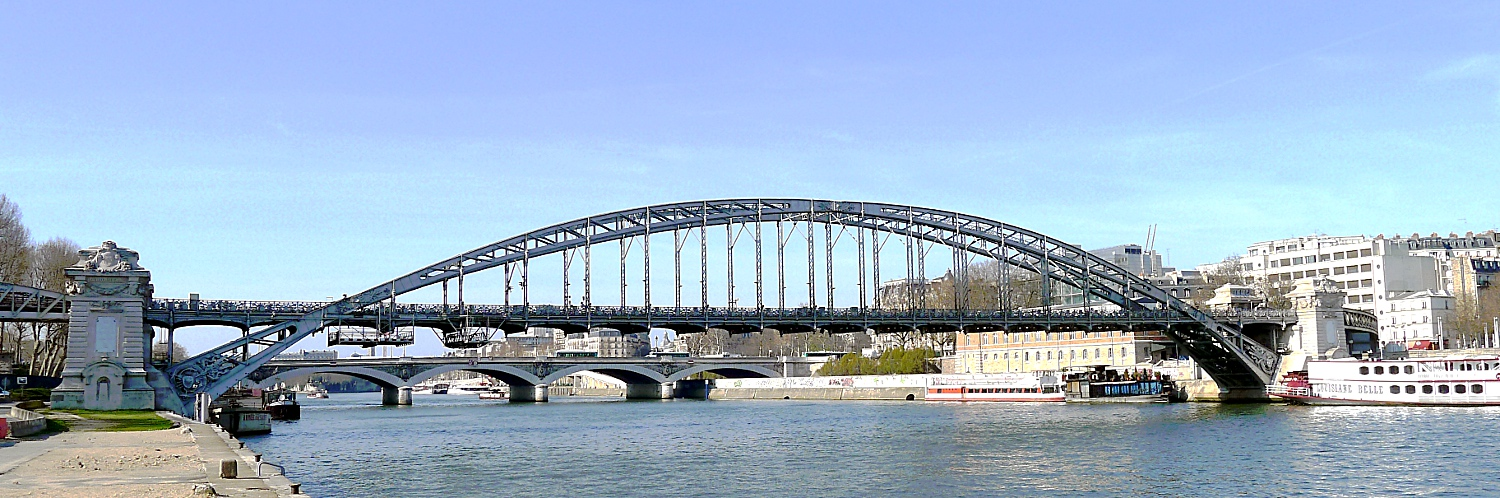
Le viaduc d'Austerlitz vu du quai d'Austerlitz avec, à gauche, le 13e, à droite, le 12e et, en arrière-plan, le pont d'Austerlitz.

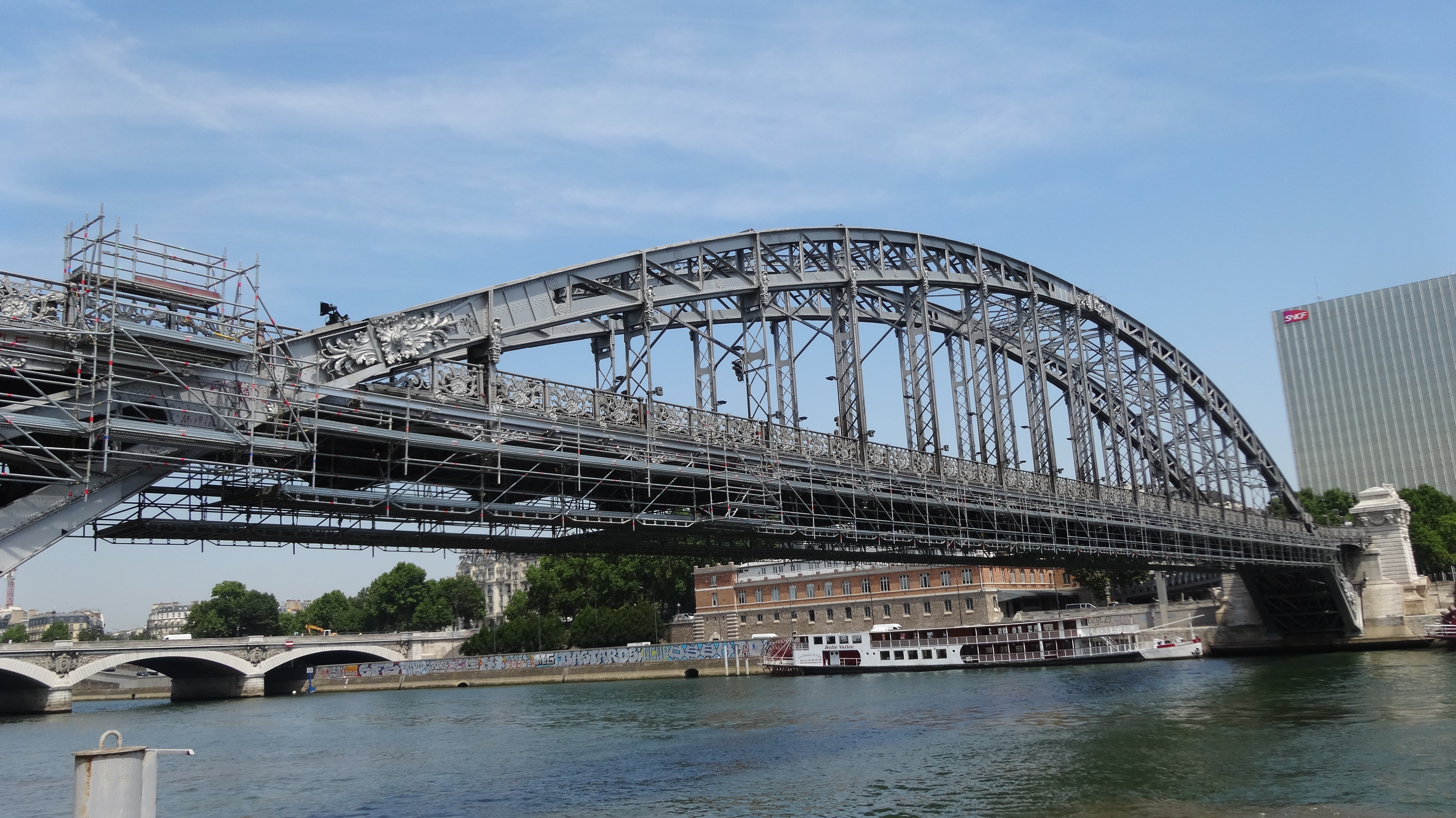
Vue du viaduc côté amont.

- Type de construction : pont en arc, tablier suspendu
- Construction : 1903 - 1904
- Inauguration : décembre 1904
- Ingénieurs : Fulgence Bienvenüe, Louis Biette, Maurice Koechlin (ingénieur franco-suisse ayant œuvré au sein de Constructions Métalliques)
- Décorateur : Jean Camille Formigé
- Matériau : acier doux laminé
- Portée principale : 140 m
- Largeur du tablier : 8,60 m

## Galerie de photographies

Le viaduc supporte la ligne 5 du métro de Paris.
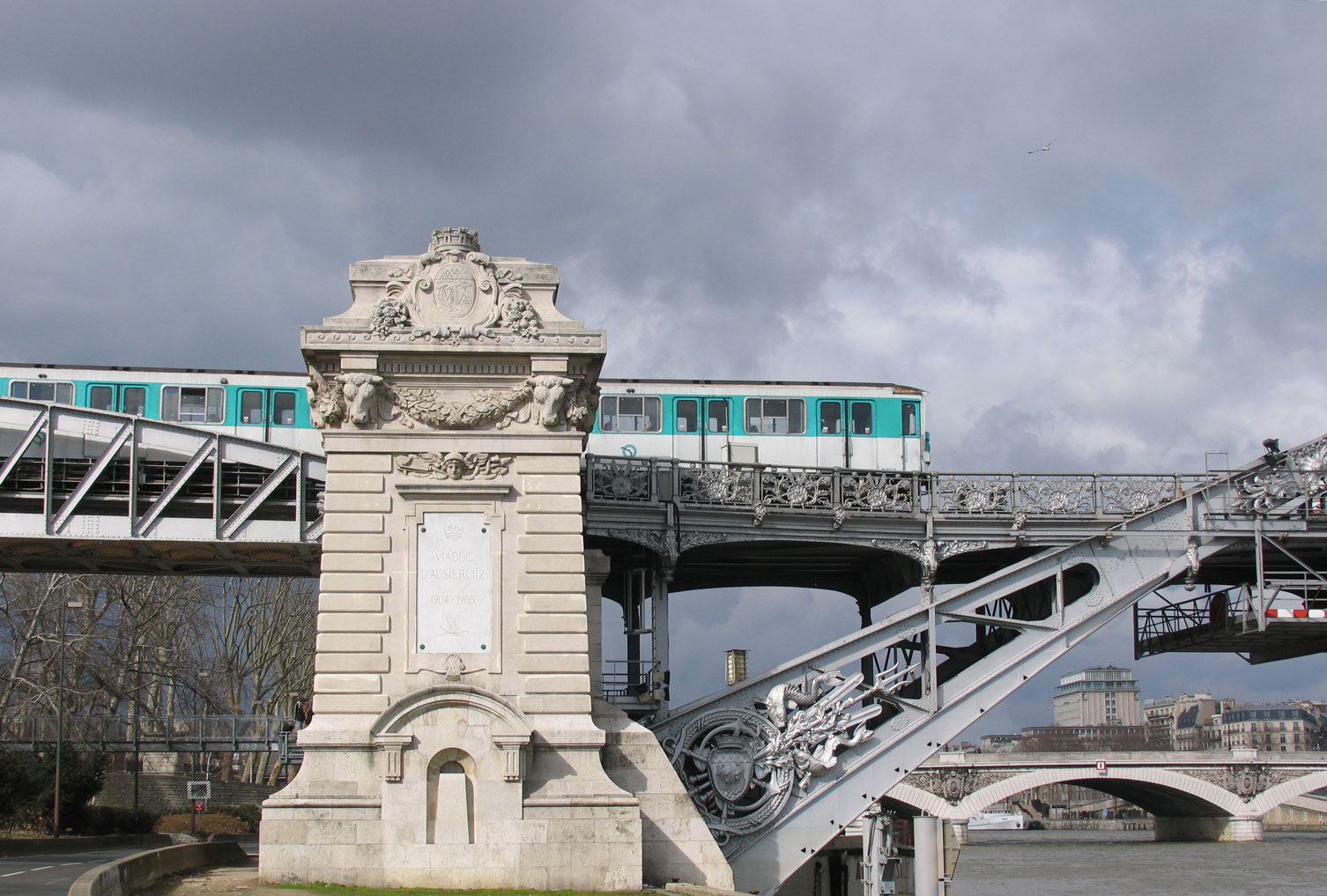
Pilier rive gauche.
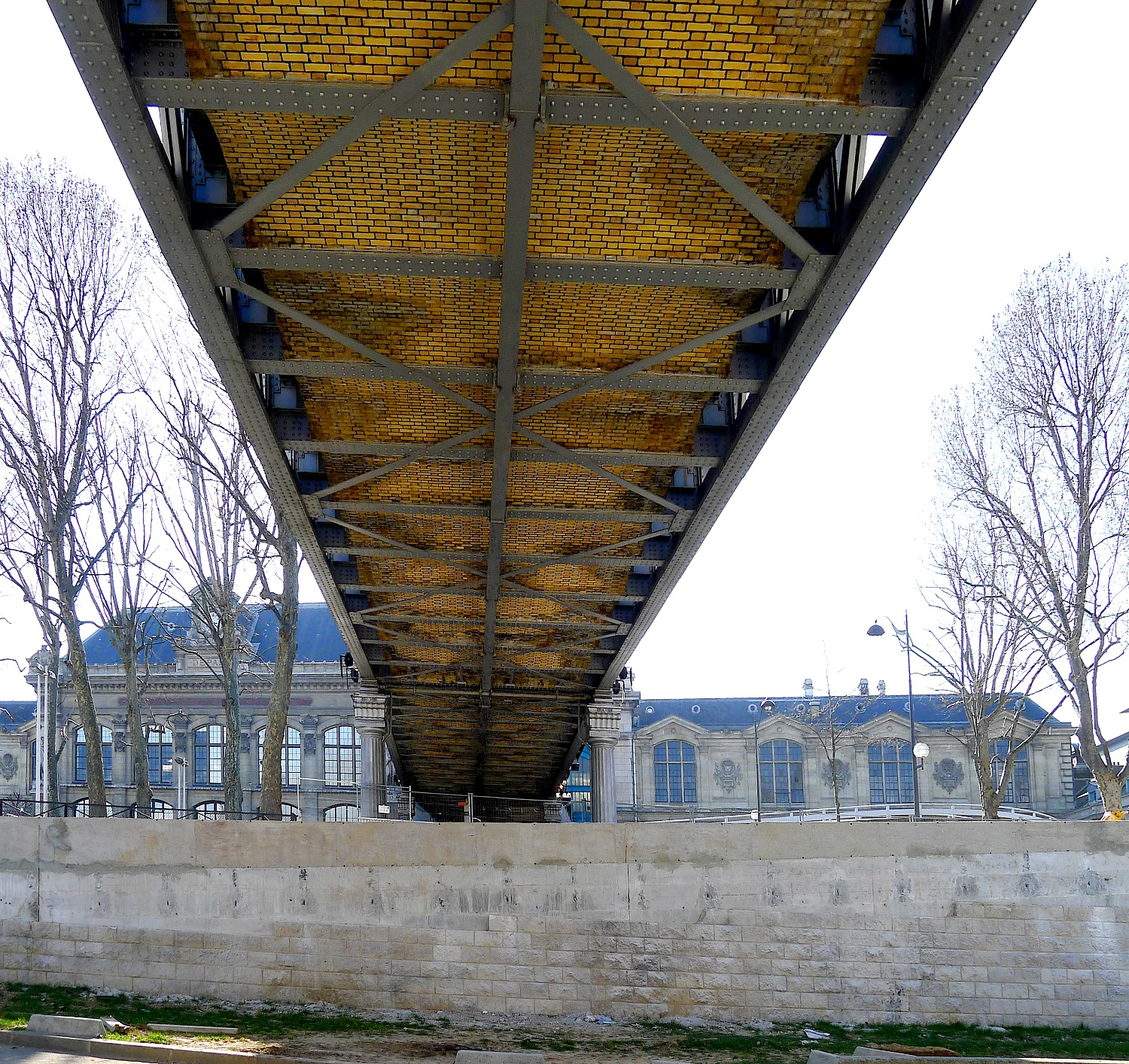
Infrastructure du viaduc dans sa partie rejoignant la gare d'Austerlitz.
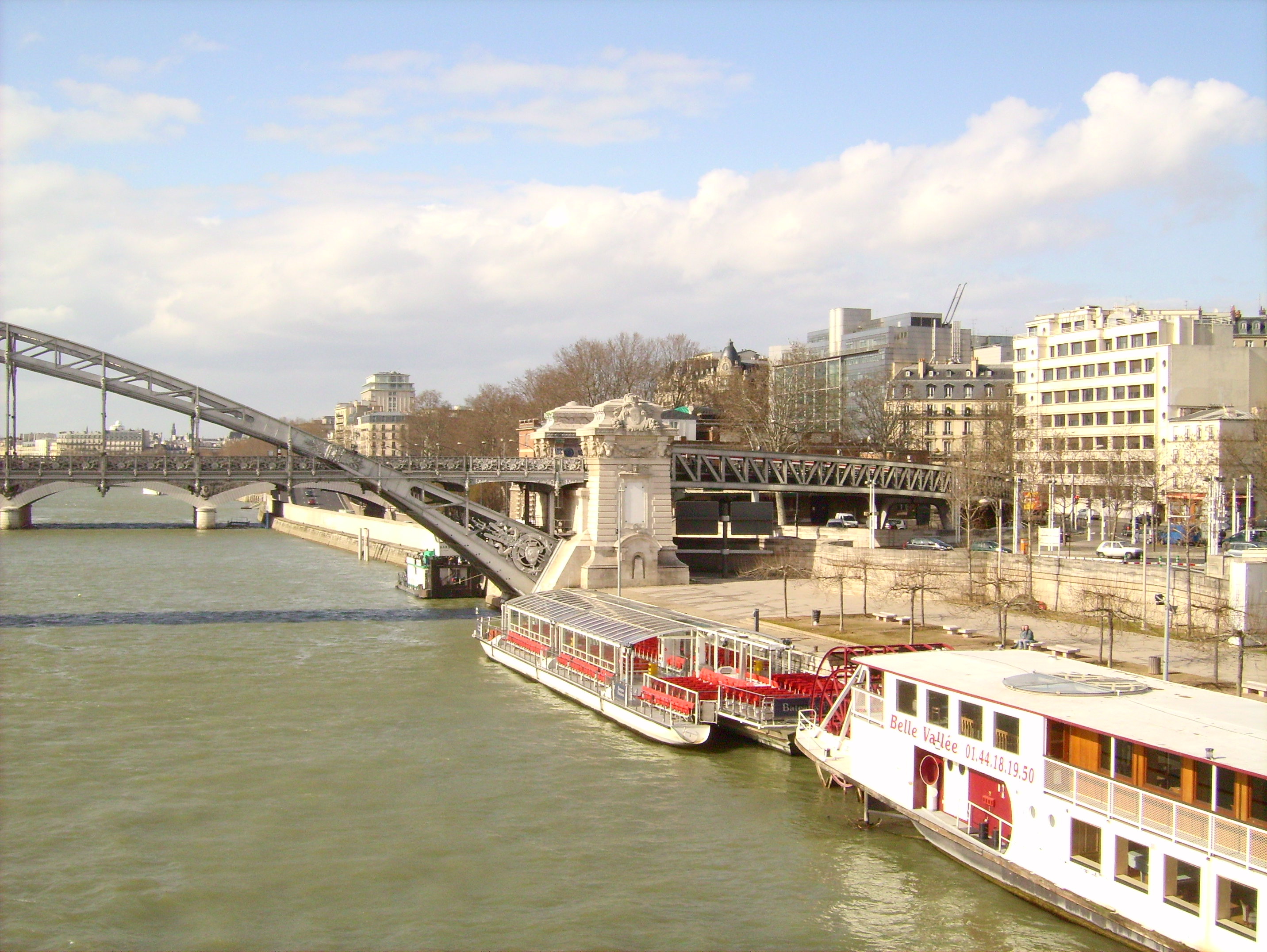
Rampe d'accès Nord du viaduc.
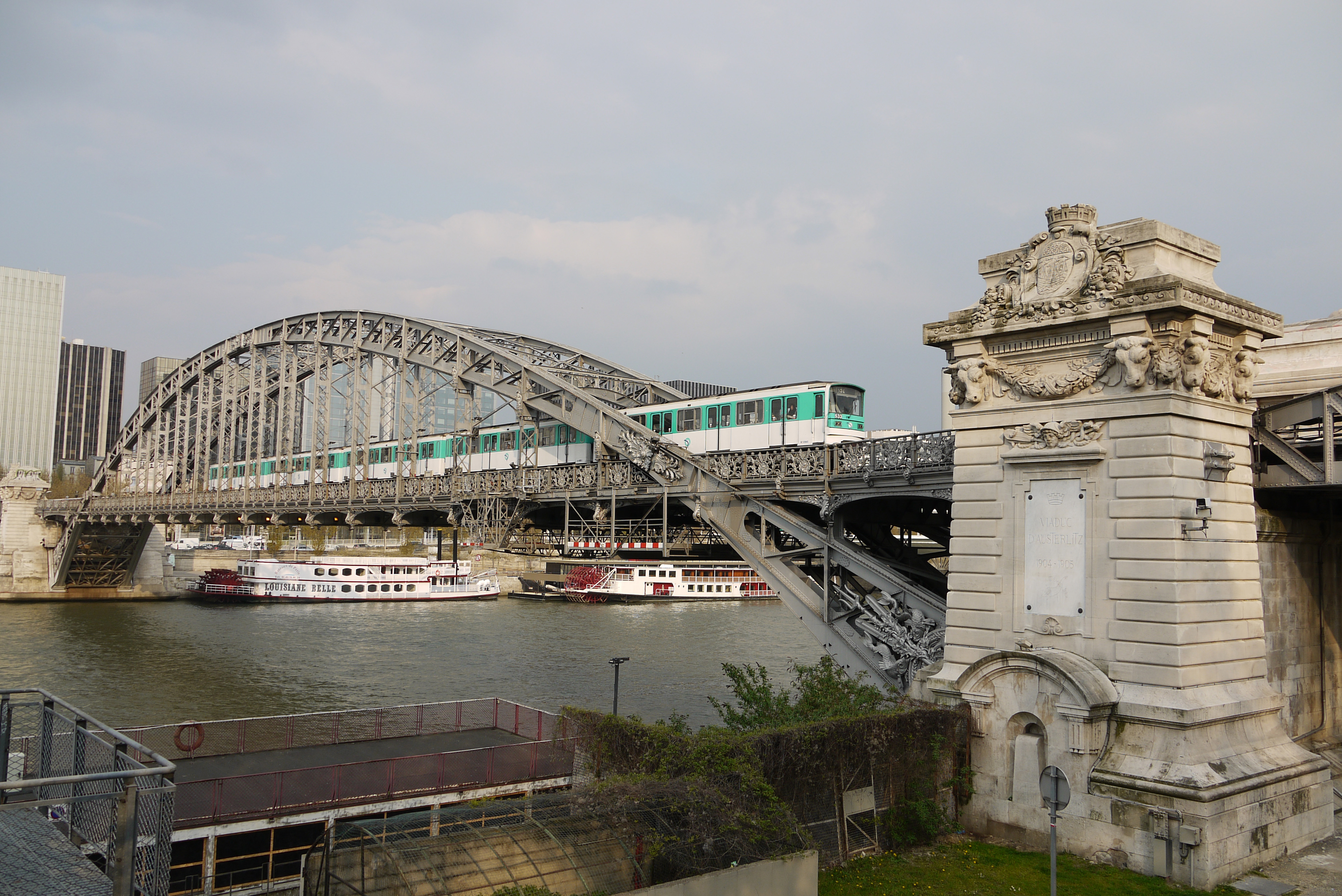
Côté aval.

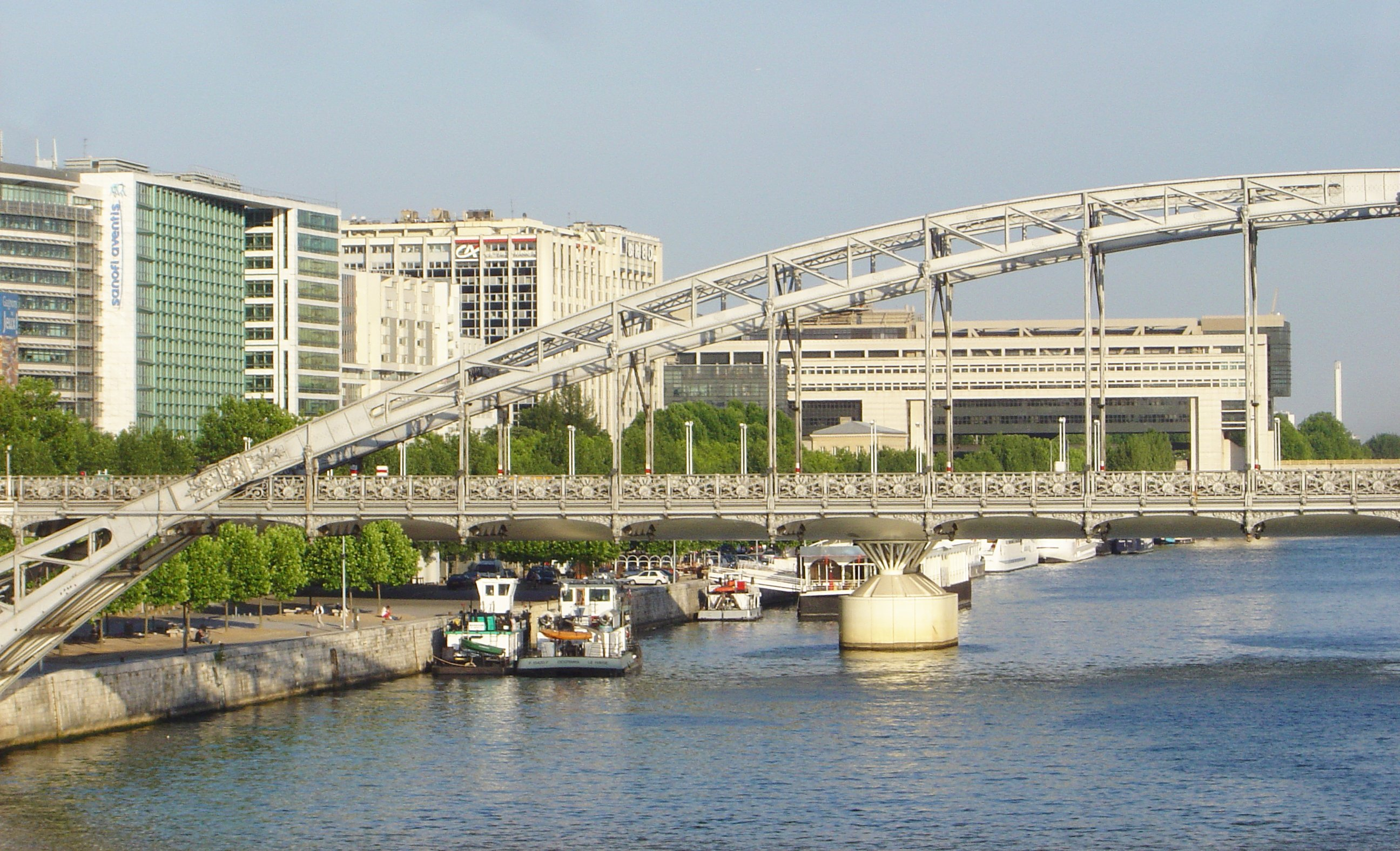
Le viaduc d'Austerlitz, vu depuis le pont d'Austerlitz, avec en arrière-plan le ministère des Finances.
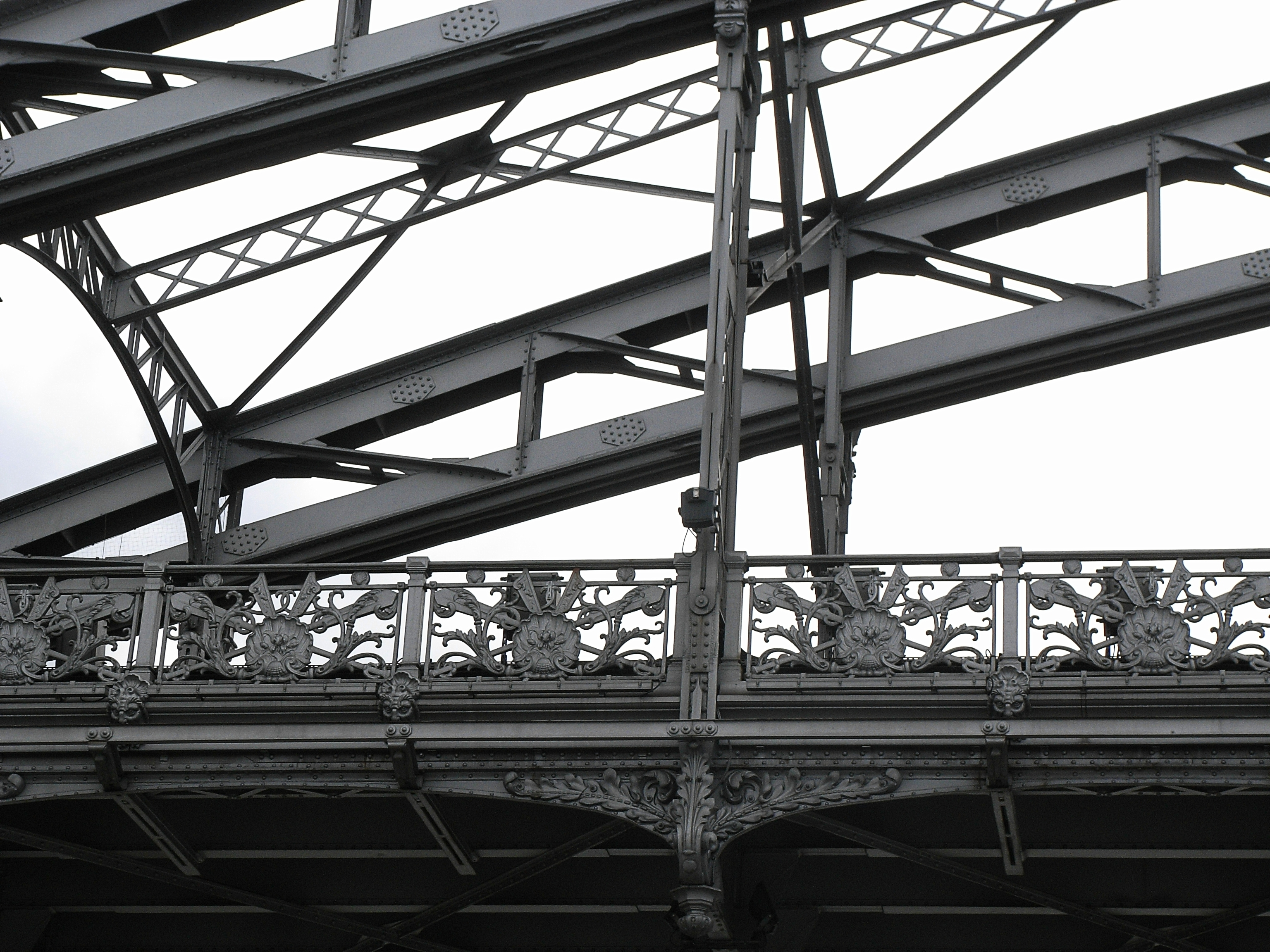
Détails des structures métalliques et décorations du viaduc d'Austerlitz.